# Смин
 Тази статия е за селото в България.  За растението вижте Жълт смил.  
Смин е село в Североизточна България. То се намира в община Шабла, област Добрич.

## История
Жителите на Смин участват в селските бунтове срещу десятъка през 1900 г.

## Население
Преброяване на населението през 2011 г.
Численост и дял на етническите групи според преброяването на населението през 2011 г.:
|                     | Численост | Дял (в %) |
| Общо                | 74        | 100,00    |
| Българи             | 69        | 93,24     |
| Турци               | 0         | 0,00      |
| Цигани              | 0         | 0,00      |
| Други               | 0         | 0,00      |
| Не се самоопределят | 0         | 0,00      |
| Неотговорили        | 4         | 5,40      |